# Svenska minnessedlar
Svenska minnessedlar (även kallad jubileumssedlar) är pengarsedlar utgivna av Sveriges riksbank i syfte att uppmärksamma händelser av särskild betydelse.

## Bakgrund
Minnessedlar och minnesmynt utges som reguljära betalningsmedel och efter gällande regelverk. Sveriges riksbank har endast utgivit minnessedlar vid tre tillfällen i samband med jubileer, år 1948, 1968 och 2005. Minnesmynt har utgivits sedan 1721.

## Utgivningar

### 1948

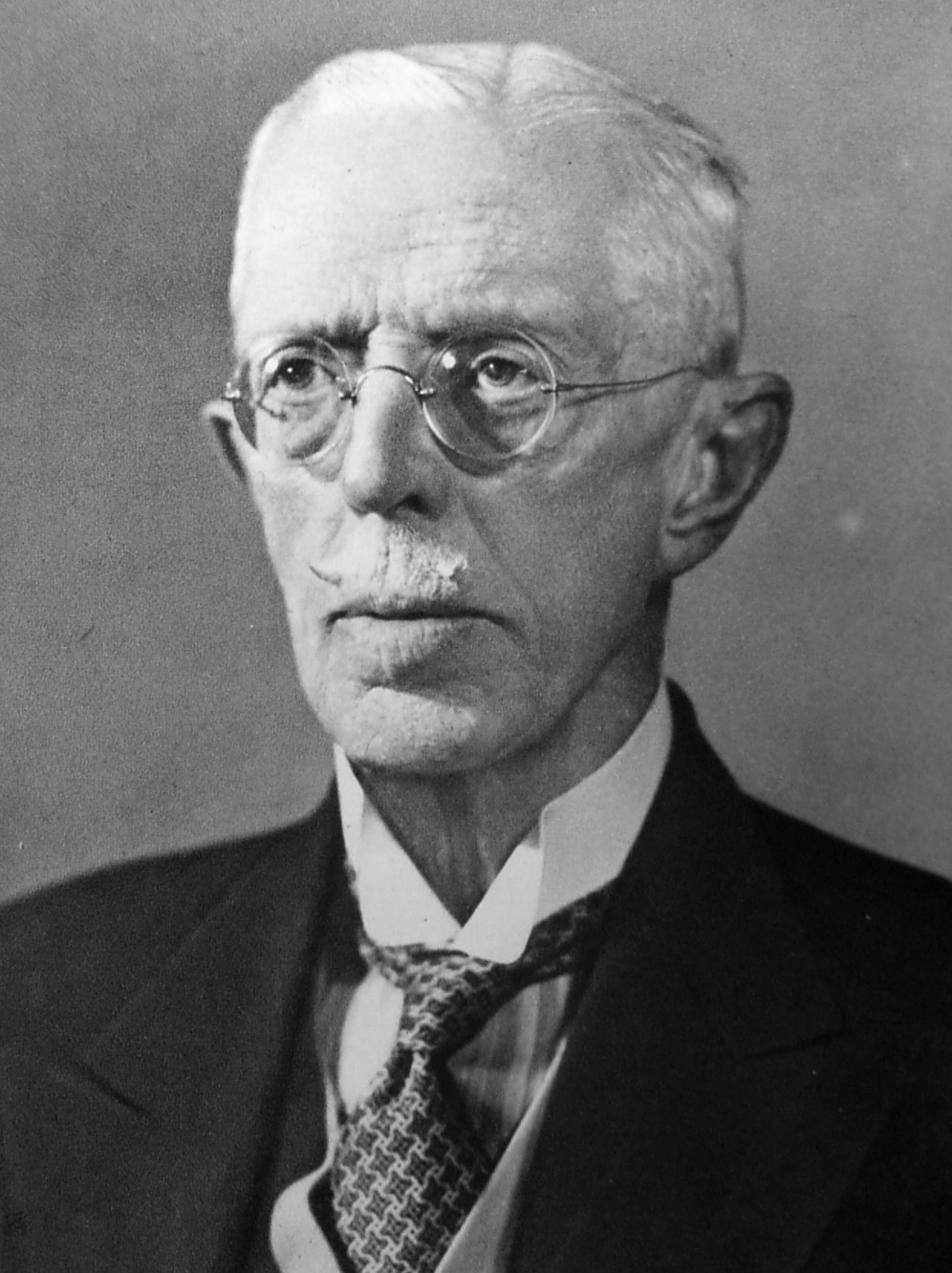
H.M. Konung Gustaf V (1940-talet)

I samband med H.M. Konung Gustaf V:s 90-årsdag utgavs en 5-kronorssedel "Gustaf V 90 år" som den första svenska minnessedeln. Konstnär var Akke Kumlien och sedel kom ut 14 maj 1948 (enligt SFS 1948:262). Framsidans motiv är Gustaf V i halvprofil och ett krönt spegelmonogram och på baksidan visas Stora riksvapnet.
”Kungakommittén 1948” föreslog utgivandet av en sedel till Gustaf V:s 90-årsdag. Sedeln såldes för 10 kr där 5 kronor gick till ”Gustaf V:s 90-årsfond för Sveriges ungdom”.
Sedeln blev ogiltig som betalningsmedel 31 december 1987.

### 1968

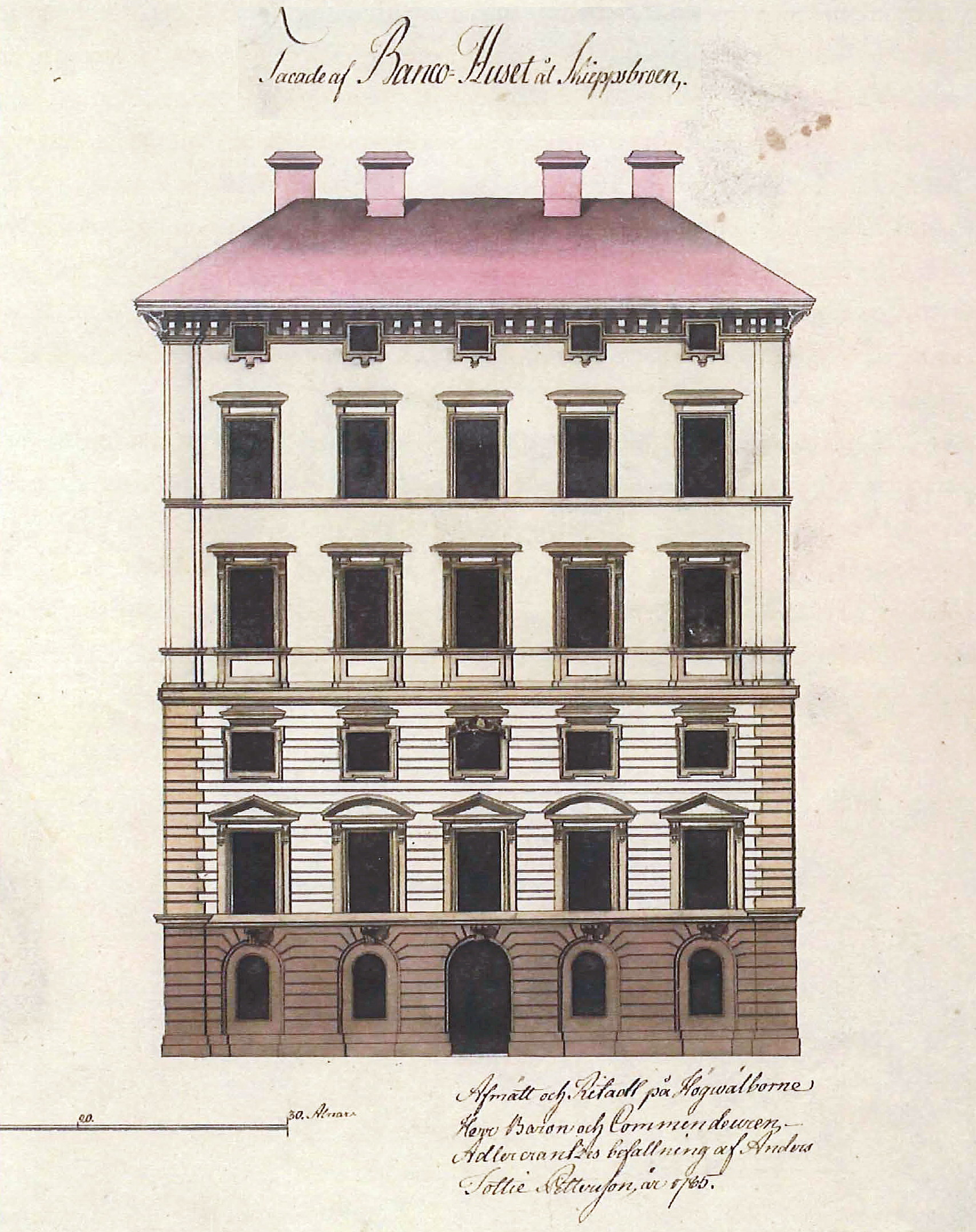
Banco-huset (1765)

I samband med Sveriges riksbanks (grundad 1668 som Riksens Ständers Bank) 300-årsjubileet utgavs en 10-kronorssedel "Sveriges Riksbank 1668-1968". Konstnär var Eric Palmquist och sedel kom ut 10 maj 1968 (enligt SFS 1968:128). Framsidans motiv är en sittande Moder Svea och på baksidan visas en gravyr av Gamla Banco-huset vid Järntorget, Stockholm.
Sedeln blev ogiltig som betalningsmedel 31 december 1998.

### 2005

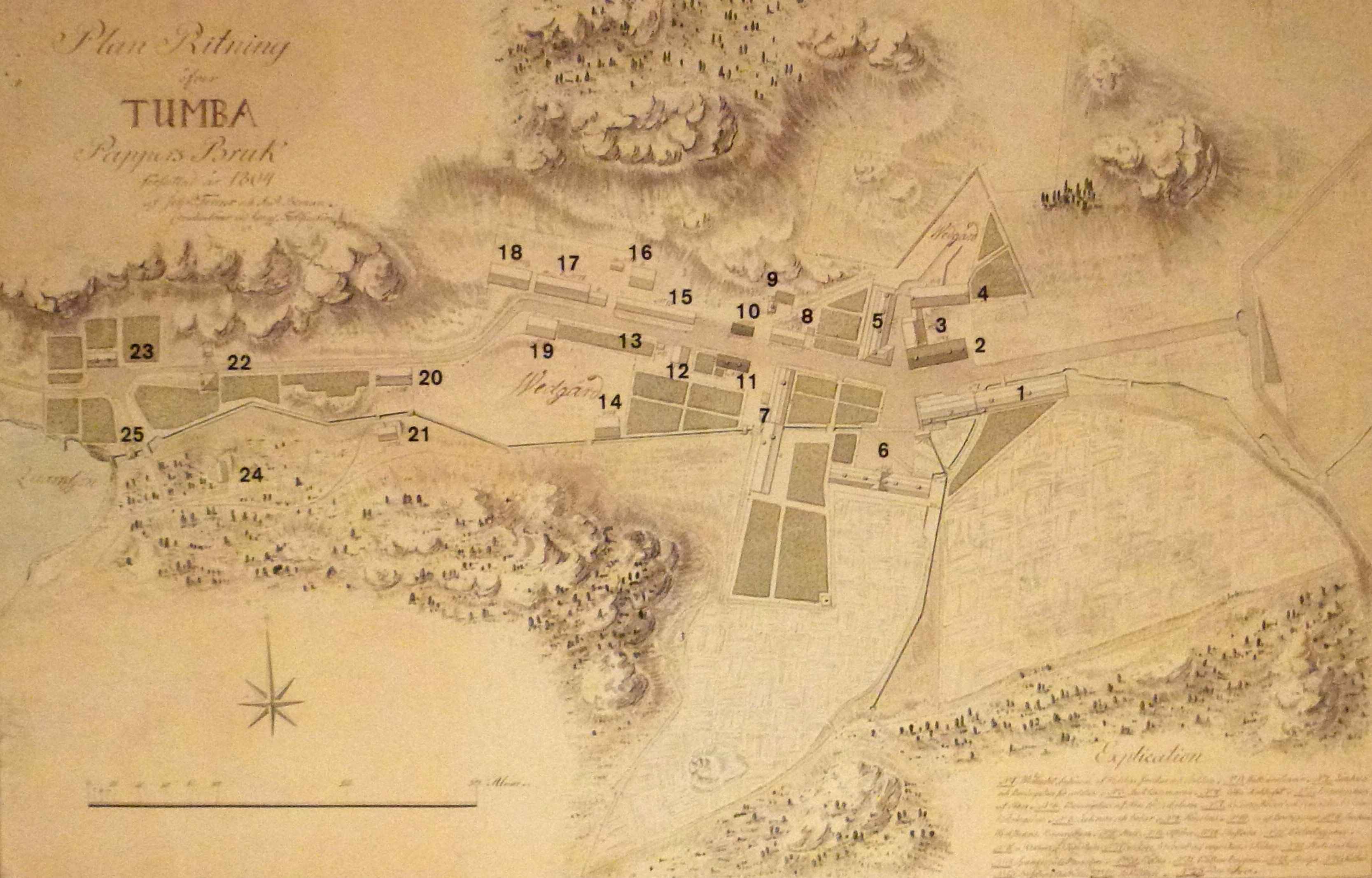
Tumba Bruk (1804)

I samband med Tumba Bruks (Riksfullmäktiges ansökan 14 juni 1755 om ett pappersbruk för bankens räkning beviljades 23 juni av kung Adolf Fredrik) 250-årsjubileet utgavs en 100-kronorssedel "Tumba Bruk 250 år". Konstnär var Hannu Järviö och Karin Mörck-Hamilton och sedel kom ut 26 maj 2005 (enligt SFS 2005:174). Framsidans motiv är en sittande Moder Svea med sköld och lejon och på baksidan visas dels en planritning (från år 1804) över Tumba bruk och dels en bild om papperstillverkning (från Denis Diderots stora franska Encyklopedi utgiven åren 1751-1772).
Sedeln är giltig som betalningsmedel (2023).